# Roland Roth
Roland Roth (* 1949) ist ein deutscher Politikwissenschaftler und Bürgerrechtler.

## Leben
Roth studierte von 1968 bis 1973 Sozialwissenschaften an den Universitäten Frankfurt am Main und Marburg. Nach zehnjähriger Tätigkeit in der politischen Erwachsenenbildung wurde er 1984 an der Universität Frankfurt am Main promoviert, anschließend Wissenschaftlicher Assistent am dortigen Fachbereich für Gesellschaftswissenschaften und später Oberassistent an der FU Berlin. 1992 habilitierte sich Roth für das Fach Politologie. Von 1993 bis zur Pensionierung 2014 war er Professor für Politikwissenschaft an der Hochschule Magdeburg-Stendal. Zudem war er 1997/98 Research Fellow an der University of California, Santa Cruz und 1999 Gastprofessor an der Universität Wien.
Roth gehört zu den Gründern des Komitees für Grundrechte und Demokratie. Des Weiteren ist er Mitglied im Wissenschaftlichen Beirat von Attac, Vorstandsmitglied des Vereins für Protest und Bewegungsforschung e. V. und Mitbegründer des gleichnamigen Instituts für Protest- und Bewegungsforschung (ipb) sowie Mitglied im Wissenschaftlichen Beirat des Netzwerk Grundeinkommen, der deutschen Organisation des Basic Income Earth Network (BIEN) für ein Bedingungsloses Grundeinkommen.

## Schriften (Auswahl)
- Herausgeber: Parlamentarisches Ritual und politische Alternativen. Campus, Frankfurt am Main 1980, ISBN 3-593-32647-7.
- Rebellische Subjektivität. Herbert Marcuse und die neuen Protestbewegungen. Campus, Frankfurt am Main 1985, ISBN 3-593-33547-6 (zugleich Dissertationsschrift, Universität Frankfurt am Main 1984).
- mit Joachim Hirsch: Das neue Gesicht des Kapitalismus. Vom Fordismus zum Post-Fordismus, VSA-Verlag, Hamburg 1986, ISBN 3-87975-374-1.
- Demokratie von unten. Neue soziale Bewegungen auf dem Wege zur politischen Institution. Bund-Verlag, Köln 1994, ISBN 3-7663-2481-0 (zugleich Kurzfassung der Habilitationsschrift: Bewegung als Institution. FU Berlin 1992).
- Herausgeber mit Dieter Rucht: Die sozialen Bewegungen in Deutschland seit 1945. Ein Handbuch. Campus, Frankfurt am Main 2008, ISBN 978-3-593-38372-9.
- Bürgermacht. Eine Streitschrift für mehr Partizipation. Edition Körber-Stiftung, Hamburg 2011, ISBN 978-3-89684-081-3.